# 王进 (金朝)
王进（？—1233年），金朝亳州（今安徽省亳州市）人。
王进担任谯县县尉。天兴二年（1233年），金哀宗时亳州军变，王进与王宾等人驱逐叛将杨春，克复亳州，金朝朝廷授他为节度使。同年，被部将崔复哥、王六十等人率领的乱军杀害。